# Ла Преса, Сијенега дел Опаис (Сералво)
Ла Преса, Сијенега дел Опаис (шп. La Presa, Ciénega del Opais) насеље је у Мексику у савезној држави Нови Леон у општини Сералво. Насеље се налази на надморској висини од 300 м.

## Становништво
Према подацима из 2010. године у насељу је живео 1 становник.

### Хронологија
| Година       | 2000      | 2005      | 2010 |
| ------------ | --------- | --------- | ---- |
| Становништво | 3 (3 / 0) | 6 (5 / 1) | 1    |

### Попис
| # | Индикатор                     | Вредност |
| - | ----------------------------- | -------- |
| 1 | Укупно домаћинстава           | 1        |
| 2 | Укупно насељених домаћинстава | 1        |
| 3 | Величина локације             | 1        |